# Trimalaconothrus granulatus
Trimalaconothrus granulatus är en kvalsterart som beskrevs av Tseng 1982. Trimalaconothrus granulatus ingår i släktet Trimalaconothrus och familjen Malaconothridae. Inga underarter finns listade i Catalogue of Life.